# ロジャー・ブラウン
ロジャー・ウィリアム・ブラウン (Roger William Brown, 1942年5月22日 - 1997年3月4日) は、アメリカ合衆国の元プロバスケットボール選手。身長196cm、体重93kg。ポジションはスモールフォワード。ABAのインディアナ・ペイサーズなどで活躍し、2013年に殿堂入りした。

## 経歴
ニューヨーク州ブルックリンで生れたブラウンは、地元のウィンゲート高校でエースとして活躍し、卒業後はデイトン大学でプレーすることが内定していた。ところが、1961年に発覚したNCAAの八百長スキャンダルに関連して、事件の首謀者と交友があったために追及を受け、最終的にNCAA及びNBAでのプレーを禁じられた（ブラウンは不正行為そのものには無関係であった。なお、同時に追放された選手の中にはコニー・ホーキンズがいた）。そのためブラウンはデイトンのアマチュアリーグでプレーを続けた。
1967年にNBAのライバルリーグとしてABAが創設されると、ブラウンはABA傘下のインディアナ・ペイサーズと契約を結んだ。
ブラウンはペイサーズで中心選手として華々しい活躍を見せた。メル・ダニエルズやフレディ・ルイスらとともにチームを3度のリーグ制覇に導き、自身は4度のオールスター、3度のオールABAチームに選ばれた。特に初優勝を果たした1969-70シーズンにはキャリアハイとなる平均23.0得点をあげ、プレーオフでも平均28.5得点を叩き出してプレーオフMVPを受賞している。
1972-73シーズン以降、ジョージ・マクギニスの台頭もあってブラウンの個人成績は減少していった。そして1974年、ブラウンは計7シーズンを過ごしたペイサーズを離れた。1974-75シーズンはメンフィス・サウンズ、ユタ・スターズを渡り歩き、再びペイサーズに復帰した。この年ペイサーズはファイナルに進出したがケンタッキー・カーネルズに敗れた。シーズン終了後、ブラウンは現役引退を表明した。当時NBAからの追放処分は既に解かれていたが、1976年にABAとNBAが合併した後もブラウンがNBAのコートに立つことはなかった。
ABAでの成績は605試合に出場して通算10,498得点3,758リバウンド（平均17.4得点6.2リバウンド）であった。またペイサーズで記録した通算10,058得点はチーム史上4位の記録である。1969-70シーズンにはシーズン平均出場時間41.6分のフランチャイズ記録も樹立している。
現役時代にはインディアナポリス市郡議会で共和党員として4年間活動した。引退後の1979-80シーズンにはペイサーズのアシスタントコーチを務めた。
1985年、ブラウンの背番号『35』がペイサーズの永久欠番に指定された。ブラウンはペイサーズの歴史において最も重要な選手の1人と見做されており、球団史上を代表するレジェンドのレジー・ミラーはブラウンについて「おそらくNBAでプレーしなかった中で最も偉大な選手」と形容した。
ブラウンは1997年に大腸がんのため54歳で死去した。死去から5ヶ月後に発表されたABAオールタイムチームには満票で選出された。
2013年、ブラウンのバスケットボール殿堂入りが発表された。

## 個人成績
| †    | ABAチャンピオン |
| 太字 | キャリアハイ    |

### レギュラーシーズン
| Season   | Team     | GP  | MPG  | FG%  | 3P%  | FT%  | RPG | APG | SPG | BPG | PPG  |
| -------- | -------- | --- | ---- | ---- | ---- | ---- | --- | --- | --- | --- | ---- |
| 1967-68  | IND      | 76  | 39.1 | .423 | .259 | .754 | 8.5 | 4.3 | –   | –   | 19.6 |
| 1968-69  | IND      | 75  | 35.4 | .482 | .313 | .785 | 6.8 | 4.6 | –   | –   | 21.0 |
| 1969-70† | IND      | 84  | 41.6 | .498 | .333 | .813 | 7.4 | 4.7 | –   | –   | 23.0 |
| 1970-71  | IND      | 82  | 41.0 | .482 | .283 | .795 | 6.9 | 4.8 | –   | –   | 20.6 |
| 1971-72† | IND      | 78  | 38.3 | .478 | .308 | .805 | 6.4 | 3.9 | –   | –   | 18.5 |
| 1972-73† | IND      | 72  | 30.2 | .474 | .356 | .822 | 4.8 | 2.8 | –   | –   | 12.6 |
| 1973-74  | IND      | 82  | 30.8 | .457 | .361 | .775 | 4.8 | 2.8 | .7  | .7  | 11.8 |
| 1974-75  | MMS      | 7   | 29.9 | .366 | .333 | .875 | 4.4 | 3.0 | .4  | .7  | 11.7 |
| 1974-75  | UTS      | 39  | 23.8 | .447 | .375 | .766 | 3.0 | 2.1 | .9  | .4  | 9.2  |
| 1974-75  | IND      | 10  | 13.3 | .435 | .250 | .750 | 2.3 | 1.3 | .7  | .1  | 4.6  |
| Career   | Career   | 605 | 35.5 | .469 | .321 | .791 | 6.2 | 3.8 | .7  | .6  | 17.4 |
| All-Star | All-Star | 4   | 27.0 | .349 | .000 | .765 | 4.8 | 2.3 | –   | –   | 10.8 |

### プレーオフ
| Year   | Team   | GP  | MPG  | FG%  | 3P%  | FT%  | RPG  | APG | SPG | BPG | PPG  |
| ------ | ------ | --- | ---- | ---- | ---- | ---- | ---- | --- | --- | --- | ---- |
| 1968   | IND    | 3   | 43.0 | .456 | .000 | .619 | 10.3 | 6.7 | –   | –   | 21.7 |
| 1969   | IND    | 17  | 39.3 | .514 | .200 | .774 | 8.4  | 3.4 | –   | –   | 27.0 |
| 1970†  | IND    | 15  | 46.2 | .475 | .353 | .824 | 10.1 | 5.6 | –   | –   | 28.5 |
| 1971   | IND    | 11  | 43.4 | .454 | .303 | .783 | 7.6  | 4.8 | –   | –   | 21.8 |
| 1972†  | IND    | 20  | 42.3 | .486 | .441 | .822 | 6.1  | 4.1 | –   | –   | 20.5 |
| 1973†  | IND    | 17  | 34.4 | .513 | .448 | .755 | 4.4  | 2.4 | –   | –   | 12.6 |
| 1974   | IND    | 13  | 34.8 | .444 | .333 | .816 | 5.8  | 3.7 | .7  | 1.0 | 14.1 |
| 1975   | IND    | 14  | 13.0 | .423 | .250 | .842 | 1.9  | 1.5 | .3  | .6  | 4.4  |
| Career | Career | 110 | 36.6 | .481 | .358 | .792 | 6.4  | 3.7 | .5  | .8  | 18.7 |